# Juan Diego Soler
Juan Diego Soler (nacido en 1982) es un astrofísico y divulgador científico colombiano. Su campo de estudio es el medio interestelar, principalmente el campo magnético y la estructura del hidrógeno atómico en la Vía Láctea. Participó en el diseño y construcción de los telescopios en globo BLAST y Spider y en las campañas de lanzamiento desde Antártida. Es autor del libro 
Relatos del confín del mundo (y del universo)  y realiza divulgación científica en la prensa y la radio.

## Carrera
Soler nació en Bogotá, Colombia en 1982. Estudió física en la Universidad de los Andes y se graduó en 2004. Obtuvo otro doctorado en astronomía y astrofísica en la Universidad de Toronto en 2013, presentando una tesis bajo la dirección del profesor Barth Netterfield. Soler trabajó posteriormente como científico para el Institut d'astrophysique spatiale, el departamento de astrofísica de la Commissariat à l'énergie atomique et aux énergies alternatives (CEA) y el Instituto Max Planck de Astronomía (MPIA).

## Investigación
Soler se especializa en el estudio del campo magnético interestelar y su papel en la organización de la materia en la Vía Láctea, desde las nubes difusas de gas atómico hasta la formación de estrellas. Entre 2013 y 2016, Soler participó en el análisis de las observaciones del observatorio espacial Planck de la ESA, en donde se destacó por sus estudios del campo magnético en las regiones de formación de estrellas cercanas (a menos de 1500 años luz) al Sol.
En 2020, Soler reportó el hallazgo de una enorme estructura de gas hidrógeno en el extremo opuestos de la Vía Láctea: el filamento Mágdalena.
Este hallazgo se produjo usando las observaciones en el proyecto The/HI/OH/Recombinantion line survey (THOR), el que hasta la fecha es el mapa de hidrógeno más detallado de la Vía Láctea. El filamento Magdalena tiene una longitud 1.2 kpc (aproximadamente cuatro mil años luz) y está ubicado a 17 kpc (cincuenta y cinco mil años luz) del Sol. Es potencialmente una de las estructuras más grandes en la Galaxia y su origen es aún materia de controversia. Su nombre es un homenaje al río Magdalena, el río más largo de Colombia.

## Divulgación científica
Soler ha sido colaborador de la sección Vivir del diario El Espectador desde 2010. Entre 2014 y 2017 también condujo una columna de ciencia en El Tiempo.
A finales de noviembre de 2021, Soler anunció la publicación de su primer libro Relatos del confín del mundo (y del universo) con Penguin Random House Grupo Editorial.

## Vida personal
Juan Diego Soler es bachiller del Colegio San Bartolomé La Merced (Bogotá).